# (36215) 1999 TG214
1999 TG214 (asteroide 36215) é um asteroide da cintura principal. Possui uma excentricidade de 0.16863150 e uma inclinação de 10.89054º.
Este asteroide foi descoberto no dia 15 de outubro de 1999 por LINEAR em Socorro.